# Asplenium caudatum
Asplenium caudatum là một loài dương xỉ trong họ Aspleniaceae. Loài này được G. Forst. mô tả khoa học đầu tiên năm 1786.